# Kollektivt bryllup
Et kollektivt bryllup eller et massebryllup er en ægteskabsceremoni, hvor flere par bliver gift på samme tid.
I år 324 f.Kr. giftede Alexander den Store sig med Barsine, den ældste datter af Darius, som var kongen af Persien. På samme tidspunkt blev hans soldater også gift med persiske kvinder, omkring 80 par i alt blev gift. Disse ceremonier udføres nu i lande som Japan, Kina, Iran, Yemen, Palæstina, Sydkorea, Taiwan og i dele af Afghanistan.
Massebryllupper sker ofte på grund af økonomiske grunde, som udgifterne til udlejning af der hvor brylluppet skal afholdes officiants, dekorationer, og nogle gange kan det så deles sådan op at udgifterne deles mellem familierne.
Moon-bevægelsen er kendt for at holde kollektive bryllupper (som også ægteskabet kan genindvie ceremonier.

## Eksterne links
- Et masse bryllup i Taiwan